# Cons-Sainte-Colombe
Cons-Sainte-Colombe là một xã trong tỉnh Haute-Savoie thuộc vùng Auvergne-Rhône-Alpes đông nam Pháp.